# Électeurs libres
 (février 2019).
Si vous disposez d'ouvrages ou d'articles de référence ou si vous connaissez des sites web de qualité traitant du thème abordé ici, merci de compléter l'article en donnant les références utiles à sa vérifiabilité et en les liant à la section « Notes et références ».
Les Électeurs libres (en allemand : Freie Wähler), abrégé en FW, sont une association d'électeurs (Wählergruppe) qui s'est transformée en 2009 en parti politique sur la base d'une association fédérale.
Son leader est Hubert Aiwanger. Le parti a été fondé le 24 janvier 2009 à Wurtzbourg. Son siège est à Ganderkesee.

## Histoire
Originaire de Bavière, le parti est aujourd'hui présent dans presque tous les Länder depuis 2009, et représenté aux Landtag dans 3 d'entre eux (la Bavière, le Brandebourg et la Rhénanie-Palatinat). Depuis 2018, les Electeurs libres gouvernent la Bavière au sein d'une « coalition bavaroise » avec la CSU (cabinet Söder II).
Au niveau fédéral, il ne dépasse jamais le seuil de 5 %, ni ne remporte de circonscription. Il n'est donc pas représenté au Bundestag.
Les Électeurs libres participent à leurs premières élections européennes en 2009 mais remportent leur premier député européen, Ulrike Müller, lors des élections de mai 2014. Le parti a eu un deuxième député européen Arne Gericke entre juin 2017 et octobre 2018. Lors des élections européennes de 2019, le parti obtient deux élus : Ulrike Müller et Engin Eroglu. Ils siègent avec les centristes et les libéraux au sein du groupe Renew Europe.

## Ligne politique
Les Électeurs libres sont un parti politique contestataire sans véritable ligne politique, bien que considéré comme de droite. Il se présente comme le parti du peuple contre l'establishment berlinois et l'Union européenne. Il milite ainsi contre les politiques de l'UE en matière de solidarité entre les États membres en cas de crise, de la décision de renoncer à terme aux moteurs thermiques ou de l'accueil des migrants. Il milite aussi pour plus d'instruction patriotique à l'école.

## Résultats électoraux

### Élections au Bundestag
| Année | Voix      | %   | Mandats | Rang |
| ----- | --------- | --- | ------- | ---- |
| 2009  | 11 243    | 0,0 | 0 / 622 | 22e  |
| 2013  | 423 977   | 1,0 | 0 / 631 | 10e  |
| 2017  | 463 052   | 1,0 | 0 / 709 | 8e   |
| 2021  | 1 127 784 | 2,4 | 0 / 736 | 6e   |
| 2025  | 769 279   | 1,6 | 0 / 630 | 8e   |

### Élections européennes
| Année | Voix      | %   | Mandats | Rang | Tête de liste    | Groupe |
| ----- | --------- | --- | ------- | ---- | ---------------- | ------ |
| 2009  | 442 579   | 1,7 | 0 / 99  | 7e   | Gabriele Pauli   |        |
| 2014  | 428 524   | 1,5 | 1 / 96  | 7e   | Ulrike Müller    | ADLE   |
| 2019  | 806 590   | 2,2 | 2 / 96  | 8e   | Ulrike Müller    | RE     |
| 2024  | 1 062 132 | 2,7 | 3 / 96  | 8e   | Christine Singer | RE     |

### Élections dans les Länder
- Membre de l'opposition
- Membre du gouvernement
- Inexistant

| Année | BW  | BY   | BE  | BB  | HB  | HH  | HE  | MV  | NI  | NW  | RP  | SA  | SN  | ST  | SH  | TH  |
| ----- | --- | ---- | --- | --- | --- | --- | --- | --- | --- | --- | --- | --- | --- | --- | --- | --- |
| 2008  |     | 10,2 |     |     |     |     | 0,9 |     |     |     |     |     |     |     |     |     |
| 2009  | 1,7 | 10,2 | 1,6 | 0,8 | 1,0 | 3,9 |     |     |     |     |     |     |     |     |     |     |
| 2010  | 1,7 | 10,2 | 1,6 | 0,8 | 1,0 | 3,9 | 0,1 |     |     |     |     |     |     |     |     |     |
| 2011  | 1,7 | 10,2 | 1,6 | 0,8 | 1,0 | 3,9 | 0,1 | -   | -   | 0,7 | 1,1 | 2,3 | 2,8 |     |     |     |
| 2012  | 1,7 | 10,2 | 1,6 | 0,2 | 0,9 | 3,9 | 0,6 | -   | -   | 0,7 | 1,1 | 2,3 | 2,8 |     |     |     |
| 2013  | 1,7 | 9,0  | 1,2 | 0,2 | 0,9 | 3,9 | 0,6 | -   | -   | 0,7 | 1,1 | 2,3 | 2,8 | 1,1 |     |     |
| 2014  | 2,7 | 9,0  | 1,2 | 0,2 | 0,9 | 1,6 | 0,6 | -   | -   | 0,7 | 1,1 | 2,3 | 2,8 | 1,1 | 1,7 |     |
| 2015  | 2,7 | 9,0  | 1,2 | 0,2 | 0,9 | 1,6 | 0,6 | -   | -   | -   | 1,1 | 2,3 | 2,8 | 1,1 | 1,7 |     |
| 2016  | 2,7 | 9,0  | 1,2 | 0,2 | 0,9 | 1,6 | 0,6 | 0,1 | -   | -   | -   | 0,6 | 2,2 | 1,1 | 1,7 | 2,2 |
| 2017  | 2,7 | 9,0  | 1,2 | 0,4 | 0,4 | 1,6 | 0,4 | 0,1 | -   | -   | -   | 0,6 | 2,2 | 0,6 | 1,7 | 2,2 |
| 2018  | 2,7 | 11,6 | 3,0 | 0,4 | 0,4 | 1,6 | 0,4 | 0,1 | -   | -   | -   | 0,6 | 2,2 | 0,6 | 1,7 | 2,2 |
| 2019  | 5,1 | 11,6 | 3,0 | 0,4 | 0,4 | 1,0 | 0,4 | 0,1 | 3,4 | -   | -   | 0,6 | 2,2 | 0,6 | -   | 2,2 |
| 2020  | 5,1 | 11,6 | 3,0 | 0,4 | 0,4 | 1,0 | 0,4 | 0,1 | 3,4 | 0,6 | -   | 0,6 | 2,2 | 0,6 | -   | 2,2 |
| 2021  | 5,1 | 11,6 | 3,0 | 0,4 | 0,4 | 1,0 | 0,4 | 3,0 | 3,4 | 0,6 | 0,8 | 1,1 | 5,4 | 0,6 | -   | 3,1 |
| 2022  | 5,1 | 11,6 | 3,0 | 0,8 | 0,7 | 1,0 | 1,7 | 3,0 | 3,4 | 0,6 | 0,8 | 1,1 | 5,4 | 0,6 | -   | 3,1 |
| 2023  | 5,1 | 15,8 | 0,3 | 0,8 | 0,7 | -   | 1,7 | 3,0 | 3,4 | 0,6 | 3,5 | 1,1 | 5,4 | 0,6 | -   | 3,1 |
| 2024  | 2,6 | 15,8 | 0,3 | 0,8 | 0,7 | -   | 1,7 | 3,0 | 2,3 | 0,6 | 3,5 | 1,1 | 5,4 | 0,6 | 1,3 | 3,1 |
| 2025  | 2,6 | 15,8 | 0,3 | 0,8 | 0,7 | -   | 1,7 | 3,0 | 2,3 | 0,3 | 3,5 | 1,1 | 5,4 | 0,6 | 1,3 | 3,1 |

#### Bade-Wurtemberg[6]
| Année | %   | Sièges  | Position | Gouvernement        |
| ----- | --- | ------- | -------- | ------------------- |
| 2016  | 0,1 | 0 / 143 | 10e      | Extra-parlementaire |
| 2021  | 3,0 | 0 / 154 | 7e       | Extra-parlementaire |

#### Basse-Saxe[7]
| Année | %   | Sièges  | Position | Gouvernement        |
| ----- | --- | ------- | -------- | ------------------- |
| 2013  | 1,1 | 0 / 137 | 7e       | Extra-parlementaire |
| 2017  | 0,4 | 0 / 137 | 9e       | Extra-parlementaire |
| 2022  | 0,8 | 0 / 146 | 10e      | Extra-parlementaire |

#### Bavière[8]
| Année | %    | Sièges   | Position | Gouvernement        |
| ----- | ---- | -------- | -------- | ------------------- |
| 1998  | 3,7  | 0 / 204  | 4e       | Extra-parlementaire |
| 2003  | 4,0  | 0 / 180  | 4e       | Extra-parlementaire |
| 2008  | 10,2 | 21 / 187 | 3e       | Opposition          |
| 2013  | 9,0  | 19 / 180 | 3e       | Opposition          |
| 2018  | 11,6 | 27 / 205 | 3e       | Söder II            |
| 2023  | 15,8 | 37 / 203 | 2e       | Söder III           |

#### Berlin[9]
| Année | %   | Sièges  | Position | Gouvernement        |
| ----- | --- | ------- | -------- | ------------------- |
| 2021  | 0,8 | 0 / 147 | 12e      | Extra-parlementaire |
| 2023  | 0,3 | 0 / 159 | 16e      | Extra-parlementaire |

#### Brandebourg[11]
| Année | %   | Sièges | Position | Gouvernement        |
| ----- | --- | ------ | -------- | ------------------- |
| 2009  | 1,7 | 0 / 88 | 7e       | Extra-parlementaire |
| 2014  | 2,7 | 3 / 88 | 6e       | Opposition          |
| 2019  | 5,0 | 5 / 88 | 6e       | Opposition          |
| 2024  | 2,6 | 0 / 88 | 7e       | Extra-parlementaire |

#### Brême[12]
| Année | %   | Sièges | Position | Gouvernement        |
| ----- | --- | ------ | -------- | ------------------- |
| 2019  | 1,0 | 0 / 84 | 9e       | Extra-parlementaire |

#### Hambourg[14]
| Année | %   | Sièges  | Position | Gouvernement        |
| ----- | --- | ------- | -------- | ------------------- |
| 2020  | 0,6 | 0 / 121 | 11e      | Extra-parlementaire |

#### Hesse[15]
| Année | %   | Sièges  | Position | Gouvernement        |
| ----- | --- | ------- | -------- | ------------------- |
| 2008  | 0,9 | 0 / 110 | 7e       | Extra-parlementaire |
| 2009  | 1,6 | 0 / 118 | 6e       | Extra-parlementaire |
| 2013  | 1,2 | 0 / 110 | 8e       | Extra-parlementaire |
| 2018  | 3,0 | 0 / 137 | 7e       | Extra-parlementaire |
| 2023  | 3,5 | 0 / 133 | 6e       | Extra-parlementaire |

#### Mecklembourg-Poméranie-Occidentale[16]
| Année | %   | Sièges | Position | Gouvernement        |
| ----- | --- | ------ | -------- | ------------------- |
| 2011  | 1,1 | 0 / 71 | 9e       | Extra-parlementaire |
| 2016  | 0,6 | 0 / 71 | 12e      | Extra-parlementaire |
| 2021  | 1,1 | 0 / 79 | 9e       | Extra-parlementaire |

#### Rhénanie-du-Nord-Westphalie[17]
| Année | %   | Sièges  | Position | Gouvernement        |
| ----- | --- | ------- | -------- | ------------------- |
| 2010  | 0,1 | 0 / 181 | 18e      | Extra-parlementaire |
| 2012  | 0,2 | 0 / 237 | 12e      | Extra-parlementaire |
| 2017  | 0,4 | 0 / 199 | 10e      | Extra-parlementaire |
| 2022  | 0,7 | 0 / 195 | 8e       | Extra-parlementaire |

#### Rhénanie-Palatinat[18]
| Année | %   | Sièges  | Position | Gouvernement        |
| ----- | --- | ------- | -------- | ------------------- |
| 2011  | 2,3 | 0 / 101 | 6e       | Extra-parlementaire |
| 2016  | 2,2 | 0 / 101 | 7e       | Extra-parlementaire |
| 2021  | 5,4 | 6 / 101 | 6e       | Opposition          |

#### Sarre[19]
| Année | %   | Sièges | Position | Gouvernement        |
| ----- | --- | ------ | -------- | ------------------- |
| 2009  | 0,8 | 0 / 51 | 8e       | Extra-parlementaire |
| 2012  | 0,2 | 0 / 51 | 9e       | Extra-parlementaire |
| 2017  | 0,4 | 0 / 51 | 10e      | Extra-parlementaire |
| 2022  | 1,7 | 0 / 51 | 8e       | Extra-parlementaire |

#### Saxe[20]
| Année | %   | Sièges  | Position | Gouvernement        |
| ----- | --- | ------- | -------- | ------------------- |
| 2014  | 1,6 | 0 / 126 | 8e       | Extra-parlementaire |
| 2019  | 3,4 | 0 / 119 | 7e       | Extra-parlementaire |
| 2024  | 2,3 | 1 / 120 | 7e       | A définir           |

#### Saxe-Anhalt[21]
| Année | %   | Sièges | Position | Gouvernement        |
| ----- | --- | ------ | -------- | ------------------- |
| 2016  | 2,8 | 0 / 87 | 7e       | Extra-parlementaire |
| 2016  | 2,2 | 0 / 87 | 7e       | Extra-parlementaire |
| 2021  | 3,1 | 0 / 97 | 7e       | Extra-parlementaire |

#### Schleswig-Holstein[22]
| Année | %   | Sièges | Position | Gouvernement        |
| ----- | --- | ------ | -------- | ------------------- |
| 2009  | 1,0 | 0 / 95 | 8e       | Extra-parlementaire |
| 2012  | 0,6 | 0 / 69 | 8e       | Extra-parlementaire |
| 2017  | 0,6 | 0 / 73 | 10e      | Extra-parlementaire |
| 2022  | 0,6 | 0 / 69 | 11e      | Extra-parlementaire |

#### Thuringe[23]
| Année | %            | Sièges       | Position     | Gouvernement        |
| ----- | ------------ | ------------ | ------------ | ------------------- |
| 2009  | 3,9          | 0 / 88       | 7e           | Extra-parlementaire |
| 2014  | 1,7          | 0 / 91       | 8e           | Extra-parlementaire |
| 2019  | Non-candidat | Non-candidat | Non-candidat | Non-candidat        |
| 2024  | 1,3          | 0 / 88       | 7e           | Extra-parlementaire |